# Панафриканский флаг

Панафриканский флаг

Панафриканский флаг, также называется флаг UNIA-ACL, Афроамериканский флаг или Чёрный освободительный флаг — флаг, состоящий из трёх равных горизонтальных цветных полос: красной, чёрной и зелёной. 
Этот набор (триколор) получил название панафриканские цвета и наряду с цветами, восходящими к флагу Эфиопии, используется в государственной символике многих государств, стран и организаций Африки.

## История
Панафриканский флаг был первоначально создан в США как официальный символ африканской расы членами Универсальной негритянской Ассоциации Усовершенствования и африканской Лиги Сообществ (Universal Negro Improvement Association and African Communities League; UNIA-ACL). Она была основана Маркусом Гарви — деятелем всемирного движения чернокожих за права и освобождение от угнетения, который в том числе участвовал в разработке символики организации. UNIA формально признала флаг символом африканской расы, отметив это в статье 39 Декларации прав негритянских народов мира от 13 августа 1920 года. Тогда же избрали лидеров UNIA, провозгласив их «лидерами негритянского народа мира». Организация выдвинула программу, основанную на этой декларации, продвигая чёрный национализм и освобождение африканских народов. UNIA стремилось к эмансипации представителей чёрной расы и поощряла самостоятельность, государственность на африканском континенте. Сам флаг появился как реакция на популярную в начале XX века в США и Великобритании песню «Every Race Has a Flag but the Coon» («У всех наций свой флаг, кроме енотов») поэта Уилла А. Хилана и композитора Дж. Фреда Хелфа. В 1927 году Маркус Гарви высказался по этому поводу следующим образом: «Покажите мне расу или нацию, не имеющую флага, и я покажу вам народ, не имеющий гордости. Да! Ведь и в песне поётся: „У всех наций свой флаг, кроме черномазых“. Воистину так! Но это говорили о нас четыре года назад. Теперь уже не скажут…»
Флаг состоит из трёх равных горизонтальных полос: красной, чёрной и зелёной. Это сочетание получило название панафриканские цвета и используется на флагах многих стран и организаций Африки. Также под панафриканскими цветами понимается сочетание зелёного, жёлтого и красного (к ним нередко добавляется также чёрный, зелёный иногда заменяется синим, а жёлтый — белым), что восходит к цветам флага Эфиопии.
После смертей и насилия в отношении афроамериканцев, вызванных действиями полиции, в США в 2020 году флаг и панафриканские цвета начали использоваться в демонстрациях и протестах как символ борьбы за права афроамериканцев.

## Значения цветов
Несмотря на некоторые различия в трактовке символики цветов флага, их обычно толкуют следующим образом:
1. красный: кровь, объединяющая всех людей африканской расы и потерянная в борьбе за свободу и независимость;
2. чёрный: чёрный цвет кожи как объединение этносов в нацию;
3. зелёный: естественное богатство Африки и упование на счастливое будущее.

Маркус Гарви прокомментировал значение цветов так: «Красный — цвет крови, которую люди пролили для искупления и свободы; Чёрный — цвет благородной и выдающейся расы, к которой мы принадлежим; Зелёный цвет — это цвет пышной растительности нашей Родины».